# Jean-Pierre Améris
Jean-Pierre Améris (Lió, 26 de juliol de 1961) és un director de cinema francès.

## Biografia
Diplomat de l'IDHEC, Jean-Pierre Améris va dirigir tres curtmetratges el 1987, entre ells Intérim, que li va valer el Gran Premi del Festival Internacional de Curtmetratges de Clermont-Ferrand l'any següent. El 1992, va dirigir el seu primer llargmetratge, Le Bateau de mariage, la història d'un mestre d'escola durant l'Ocupació. La pel·lícula va guanyar el Premi de la Joventut al Festival de Tübingen.
Jean-Pierre Améris alterna després entre ficció i documentals, abans de dirigir Les Aveux de l'innocent, premiat diverses vegades al 49è Festival Internacional de Cinema de Canes el 1996: Premi Setmana de la Crítica, Premi Joventut i Grand Rail d'or. Cinc anys més tard, va guanyar la Conquilla de Plata (Premi Director) al Festival Internacional de Cinema de Sant Sebastià i l'Estrella d'Or (Millor Actor per Jacques Dutronc) al Festival Internacional de Cinema de Marràqueix amb C'est la vie.
El 2004 va presentar Poids léger a la secció Un Certain Regard al 57è Festival Internacional de Cinema de Canes.
El 2007, Maman est folle va guanyar quatre premis, entre ells el Gran Premi i el premi al millor guió, al Festival de la ficció televisiva de La Rochelle, i, el 2009, el Premi a la millor pel·lícula de televisió atorgat pel Sindicat de la Crítica Cinematogràfica Francesa.
El 2012, la pel·lícula Tímids anònims fou recompensada amb un Magritte a la millor pel·lícula en coproducció.
El 2012 L'Homme qui rit, es va presentar com a pel·lícula de cloenda de la Mostra de Venècia.
El 2014, La història de Marie Heurtin, va rebre el Premi Varietat al Festival Internacional de Cinema de Locarno.

## Filmografia

### Cinema
- 1994 : Le Bateau de mariage
- 1996 : Les Aveux de l'innocent
- 1999 : Mauvaises Fréquentations
- 2001 : C'est la vie
- 2004 : Poids léger
- 2006 : Je m'appelle Élisabeth
- 2010 : Tímids anònims
- 2012 : L'Homme qui rit
- 2014 : La història de Marie Heurtin
- 2015 : Une famille à louer
- 2017 : Je vais mieux
- 2020 : Profession du père
- 2022 : Les Folies fermières
- 2023 : Marie-Line et son juge[2]

### Televisió
- 1994 : Le Braqueur solitaire
- 1997 : Madame Dubois, Hôtel Bellevue
- 1998 : L'Amour à vif
- 2007 : Maman est folle
- 2011 : La Joie de vivre
- 2018 : Illettré

## Reconeixements

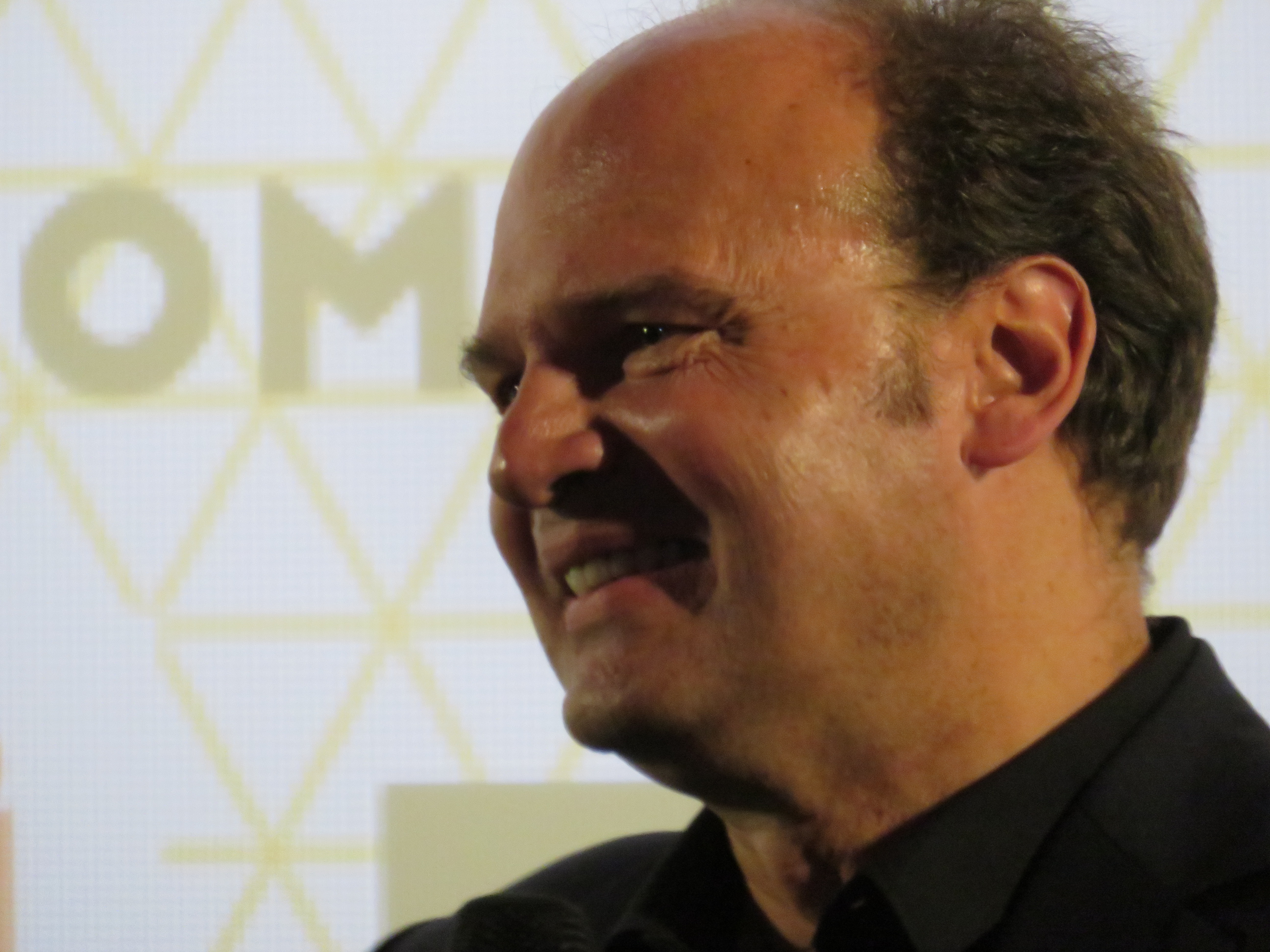
Jean-Pierre Améris, presentant la pel·lícula Je vais mieux, el 24 de novembre de 2017.

- 1996 : Festival Internacional de Joves Directors de Saint-Jean-de-Luz: Chistera al millor director per Les Aveux de l'innocent
- 1996 : Premi Setmana de la Crítica, Premi Juvenil de Cannes per Les Aveux de l'innocent
- 1996 : XVII edició de la Mostra de València: Palmera de Bronze per Les Aveux de l'innocent[3]
- 2001 : Festival Internacional de Cinema de Sant Sebastià 2001 : Conquilla de Plata a la millor direcció per C'est la vie
- 2007 : Millor guió (amb Olivier Adam per Maman est folle al Festival de la ficció televisiva de La Rochelle[4]
- 2011 : Magritte a la millor pel·lícula estrangera Tímids anònims
- 2012 : Festival de Cinema de Le Croisic per L'Homme qui rit
- 2014 : Festival Internacional de Cinema de Locarno : Premi Variety per La història de Marie Heurtin